# Sarov
Sarov é uma cidade da Rússia com aproximadamente 87 800 habitantes. Localizado no Óblast de Níjni Novgorod recebeu estatuto de cidade em 1939.
Sarov é uma cidade fechada pela presença militar e de indústrias que usam reactores nucleares (código da cidade entre 1946-1991: Arzamas-16 (Арзама́с-16)).